# Apalharpactes
Az Apalharpactes a madarak osztályán belül a trogonalakúak (Trogoniformes) rendjébe és a trogonfélék (Trogonidae) családjába tartozó nem.
A BirdLife szerint 2002-ben választották külön, Collar & van Balen (2002).
Az ITIS rendszerbesorolása szerint a Harpactes reinwardtii két alfajáról van szó.

## Rendszerezés
A nemhez az alábbi 2 faj tartozik:
- jávai trogon (Apalharpactes reinwardtii vagy Harpactes reinwardtii reinwardtii)
- szumátrai trogon (Apalharpactes mackloti vagy Harpactes reinwardtii mackloti)